# Pichl-Preunegg
Pichl-Preunegg is een voormalige gemeente in de Oostenrijkse deelstaat Stiermarken, die deel uitmaakte van de expositur Gröbming binnen het district Liezen.
De gemeente Pichl-Preunegg telde in 2013 905 inwoners. In 2015 ging ze bij een herindeling samen met Rohrmoos-Untertal op in de gemeente Schladming. Pichl en Preunegg zijn sindsdien ortschaften van die gemeente.
Aich · Gröbming · Haus · Michaelerberg-Pruggern · Mitterberg-Sankt Martin  · Öblarn · Ramsau am Dachstein · Schladming · Sölk
- Gemeinsame Normdatei: 7749418-0
- Virtual International Authority File: 237074509